# Gedenkanker (Kopenhagen)

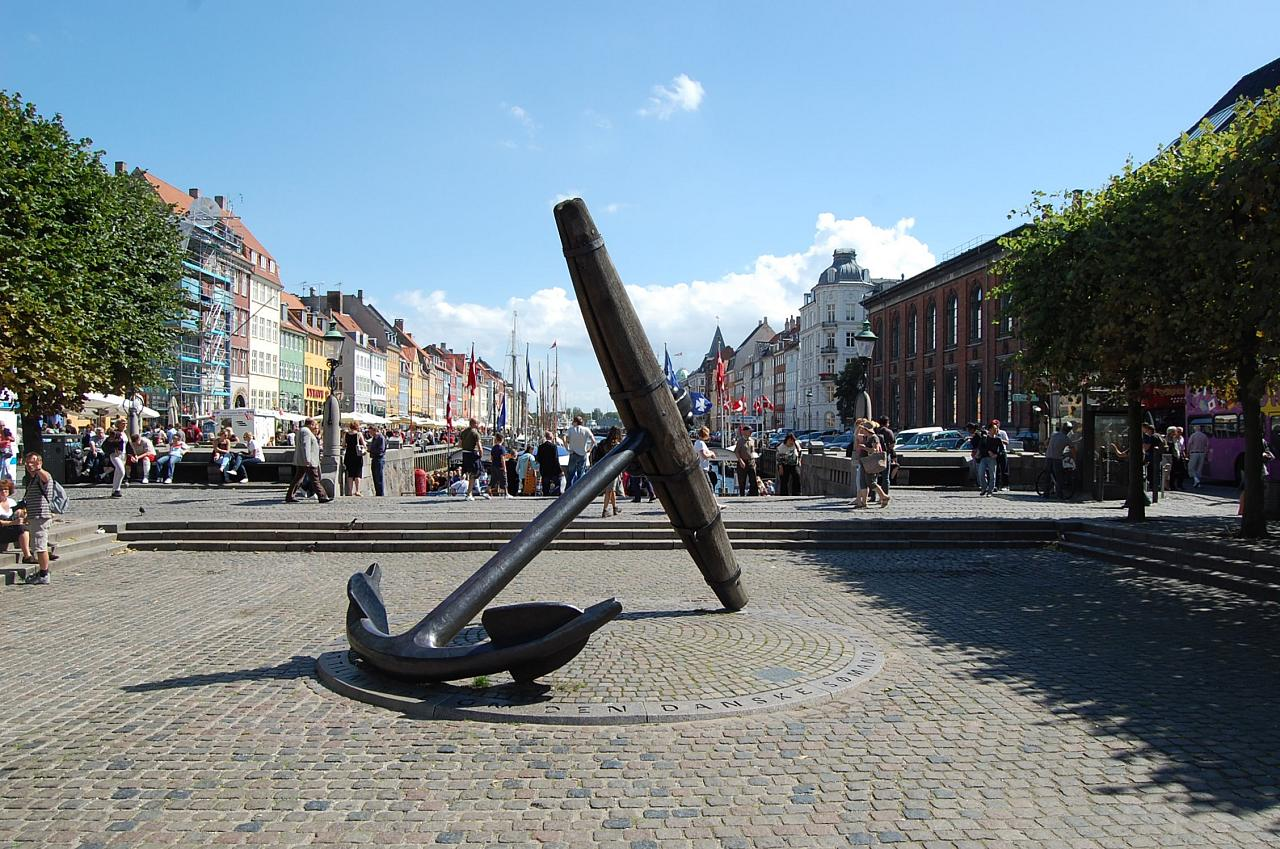
Gedenkanker in Kopenhagen

Der Gedenkanker (Dänisch: Mindeankret) ist ein Denkmal am Ende des Nyhavn am Kongens Nytorv in Kopenhagen. Es wurde zum Gedenken an die dänischen Seeleute errichtet, die während des Zweiten Weltkriegs ihr Leben verloren haben.

## Geschichte
Im Jahr 1945 wurde an dieser Stelle ein hölzernes Gedenkkreuz errichtet, zum Gedenken an die zivilen Seeleute aufgestellt, die in den Kriegsjahren 1939–1945 ihr Leben verloren hatten. Im Jahr 1948 wurde es durch ein Marmorkreuz ersetzt. Am 29. August 1951 wurde es durch den heutigen Stockanker ersetzt. Das Denkmal wurde durch eine landesweite Spendenaktion finanziert, wobei der Anker selbst vom Verteidigungsministerium für diesen Zweck gestiftet wurde. Der Anker ist aus dem Jahre 1872 und stammte von der Fregatte Fyn, die viele Jahre lang als Unterkunftsschiff genutzt worden war. Eine der treibenden Kräfte hinter den Plänen war der Schiffseigner Knud Lauritzen. Der Gedenkanker wurde am 29. August 1951 eingeweiht. Vizeadmiral Wedel hielt eine Ansprache zu diesem Anlass.

## Beschreibung
Der Anker befindet sich in der Mitte eines leicht abgesenkten, gepflasterten Bereichs. Er trägt das Monogramm Friedrichs VII. Unter dem Anker ist eine Bleikapsel mit den Namen von 1.600 Seeleuten vergraben.

## Jährliche Zeremonie
Jedes Jahr findet am Nachmittag des Heiligen Abends eine kurze Gedenkfeier am Gedenkanker statt, gefolgt von einem Weihnachtsgottesdienst in der nahe gelegenen Seemannskirche des Hotels Bethel. Diese Tradition begann 1945 und wurde bis Mitte der 1990er Jahre in Zusammenarbeit mit Radioavisen ausgestrahlt. In all den Jahren fungierte der bekannte Sportkommentator Gunnar Nu Hansen als Sprecher.
Außerdem legen die dänischen Schifffahrtsgewerkschaften jedes Jahr am 5. Mai um 10.00 Uhr, dem Jahrestag der Befreiung, Kränze am Gedenkanker nieder.